# Intharacha
Re Intharacha, in lingua thai  สมเด็จพระอินทร์ราชา, conosciuto anche come Nakhon In e Nakarintharathirat (สมเด็จพระนครินทราธิราช) (1359 – 1424), è stato il terzo sovrano della dinastia di Suphannaphum ed il sesto del Regno di Ayutthaya, fondato nel 1350 da Ramathibodi I nell'odierna Thailandia.
Divenne re nel 1409 dopo aver detronizzato e costretto all'esilio il predecessore Ramaracha. Nei 15 anni in cui regnò, rafforzò i legami di amicizia con l'imperatore cinese Yongle della dinastia Ming e Ayutthaya riprese il controllo del regno vassallo di Sukhothai.
Le date relative al suo regno sono oggetto di controversie; secondo la versione Luang Prasoet delle cronache reali di Ayutthaya, sulle quali questa voce si basa, regnò dal 1409 al 1424, mentre altre fonti gli attribuiscono 18 o 20 anni di regno. Secondo altre cronache reali, salì al trono nel 1401.

## Biografia
Prima di salire al trono era conosciuto come principe Nakhon In ed era figlio del re Borommaracha I, il capo-stipite della dinastia di Suphannaphum, un grande condottiero che nel 1353, quando era ancora generale di Ramathibodi I, aveva espugnato Angkor, la capitale dell'Impero Khmer. Nel 1370, Borommaracha I aveva usurpato il trono del nipote Ramesuan, padre di Ramaracha, e nel 1378 aveva espanso i confini dello Stato alle spese del Regno di Sukhothai, rendendolo vassallo di Ayutthaya. Nel 1375, Nakhon In fu inviato dal padre in missione diplomatica presso Nanchino, dove la dinastia Ming (1368-1644) aveva portato la capitale dell'Impero Cinese.
Alla morte di Borommaracha I, avvenuta nel 1388, salì al trono il fratello di Nakhon In, il quindicenne Thong Lan, che fu detronizzato e fatto giustiziare da Ramesuan dopo una sola settimana di regno. Durante il secondo regno di Ramesuan (1388-1395), nel 1394 il suo esercito espugnò Angkor, che nel 1357 aveva riacquistato l'indipendenza, ed il trono khmer fu posto sotto la tutela della casa reale di Ayutthaya.
Il re Ramaracha succedette al padre Ramesuan nel 1395 e governò con scarsa personalità, durante il suo regno (1395-1409), Ayutthaya perse il controllo di Sukhothai nel 1400 e di Angkor nel 1401. Lo studioso di storia thailandese David K. Wyatt scrisse che la perdita della strategica roccaforte dell'odierna Nakhon Sawan, annessa da Sukhothai, lese in maniera determinante il prestigio di Ramaracha, ed avrebbe portato alla fine del suo regno e della dinastia di Uthong.

### Governatore di Lavo
Ramaracha fu strumentale nell'accrescere il potere di Nakhon In assegnandogli il governatorato di Lavo, l'odierna Lopburi, un'importante mueang che fu alla base della nascita del Regno di Ayutthaya. Lasciò al principe grande autonomia, tanto che questi mantenne relazioni diplomatiche personali con l'imperatore cinese, al quale inviò privatamente tributi in diverse occasioni. Nel 1408, l'imperatore Yongle inviò una missione marittima nel regno siamese, e Nakhon In ebbe un colloquio personale con l'ammiraglio, il famoso navigatore Zheng He. È stato ipotizzato che tale colloquio fosse collegato con la crisi politica che stava attraversando Ayutthaya e che Ramaracha avesse cominciato a sospettare un possibile complotto ai propri danni da parte della corte di Suphannaphum con l'aiuto cinese.

### Ascesa al trono
Nel 1409, Ramaracha ebbe una disputa con uno dei propri ministri e ne ordinò l'arresto, ma questi fuggì in un villaggio a sud della capitale e chiese aiuto a Nakhon In, le cui truppe occuparono la capitale. Il sovrano fu costretto all'abdicazione e all'esilio, e Nakhon In si fece proclamare sovrano con il nome regale Intharacha. Tale evento pose fine alla dinastia di Uthong ed affermò quella di Suphannaphum, che avrebbe retto il Paese fino al 1569. Il termine Intharacha significa 're Indra', la divinità guerriera sovrano dei Deva, dei cieli e delle tempeste cara all'Induismo e al Buddhismo. Il nuovo re premiò il ministro ribelle di Ramaracha accordandogli la figlia di una concubina reale.
Il diplomatico e storico olandese Jeremias Van Vliet, direttore nel XVII secolo dell'ufficio di Ayutthaya della Compagnia olandese delle Indie orientali, scrisse che Intharacha fu un sovrano saggio, prudente e generoso, ebbe cura delle proprie truppe e del benessere del Paese. Si occupò principalmente di politica e non favorì il clero. Fu un grande appassionato di armi e ne fece arrivare molte dall'estero. Uno dei suoi più grandi meriti fu quello di conciliare e porre fine al conflitto tra le fazioni di Uthong e di Suphannaphum, che aveva turbato la stabilità del regno fin dalla sua fondazione. Anche da sovrano coltivò il legame di amicizia con la corte di Nanchino, inviando diverse missioni diplomatiche. Rafforzò anche le relazioni con il regno laotiano di Lan Xang, dando in sposa la propria figlia Keo Yot Fa al re Samsenthai.

### Pacificazione di Sukhothai e assedio di Chiang Mai
Nei primi anni di regno, Intharacha impose dapprima il proprio controllo diretto su Lavo, storicamente fedele alla dinastia Uthong, ed ebbe ottimi rapporti con Thammaracha III, il re di Sukhothai, che tornò ad essere vassallo di Ayutthaya. Nel 1411 morì il re di Lanna Saenmueangma; i suoi figli Yi Kumkam e Sam Fang Kaen ingaggiarono una dura lotta per la successione che vide prevalere quest'ultimo. Yi Kumkan chiese l'appoggio di Ayutthaya per rovesciare il fratello e Intharacha inviò le truppe di Tammaracha III. Secondo alcune fonti, l'attacco del re di Sukhothai alla roccaforte lanna di Phayao fu la prima battaglia nel Paese in cui fu impiegato un cannone (da parte degli assediati).
L'attacco a Phayao fu respinto e l'armata di Thammaracha III si diresse prima su Chiang Rai e poi sulla capitale Chiang Mai, che fu posta sotto assedio. Chiang Mai resse all'assalto fino a quando il re Sam Fang Kaen propose di risolvere il conflitto con un duello in groppa ad elefanti tra un rappresentante di Lanna e uno dei rivali. La proposta fu accettata e dopo alcune ore di assalti emerse vincitore il guerriero di Chiang Mai; Yi Kumkam abbandonò le sue pretese al trono e l'armata siamese si ritirò. Ma anziché tornare a sud, Tammaracha III si diresse a Chiang Rai, la espugnò e deportò molti guerrieri locali a Sukhothai.
Anche alla morte di Tammaracha III si accese una lotta per la successione fra due principi; Intharacha intervenne nella disputa alla guida del proprio esercito entrando nel territorio di Mueang Phra Bang, l'odierna Nakhon Sawan. L'arrivo delle truppe di Ayutthaya intimorì i contendenti che posero subito fine alla lotta. Il trono fu assegnato al principe Rama, e Ayutthaya si annetté alcuni territori meridionali di Sukhothai a titolo di indennizzo per l'intervento effettuato.

## Successione
Intharacha morì nel 1424 ed i suoi tre figli si disputarono la successione. I due figli maggiori Phraya Ai e Phraya Yi si sfidarono in un duello in groppa ad elefanti durante il quale entrambi persero la vita ed il trono fu assegnato al terzo figlio, il principe Sam Phraya, che divenne sovrano con il nome Borommaracha II.